# Мінський державний музичний коледж імені М. І. Глінки
Мінський державний музичний коледж ім. М. В. Глінки — установа середньої професійної освіти Республіки Білорусь, один із найстаріших у республіці коледжів у сфері культури.

## Історія
Заснований у 1924 році як Мінський музичний технікум з класами фортепіано, скрипки, віолончелі, композиції. У 1925 році були відкриті класи духових та ударних інструментів, у 1928 році — інструкторське відділення, на базі якого готували хорових диригентів. В 1934 році були прийняті перші учні для навчання за спеціальністю сольний спів.
У травні 1937 року технікум був реорганізований у Мінське музичне училище. У жовтні 1957 року Президія Верховної Ради БРСР за успіхи в підготовці музичних кадрів присвоїла училищу ім'я композитора Михайла Івановича Глінки.
1973 року в училищі відкрита спеціальність народний хор, у 1980 — мистецтво естради.
Розпорядженням Президента Республіки Білорусь від 2 жовтня 2003 року № 300рп Мінське державне музичне училище імені М. І. Глінки передано з республіканської власності в комунальну власність міста Мінська. У 2011 році рішенням Мінського міського виконавчого комітету навчальний заклад було перейменовано в заклад освіти «Мінський державний музичний коледж ім. М. В. Глінки».

### Статистика
- У 2017 році випущено 89 спеціалістів.
- На 1 вересня 2017 року контингент коледжу налічував 330 учнів.
- За 92 роки існування коледжу відбулося 84 випуски, підготовлено понад 9 тисяч музикантів і педагогів різних спеціальностей.

## Відомі випускники
- Лариса Александровська
- Надія Кучер
- Яків Штейман
- Руслан Квінта